# Mekosuchus inexpectatus
Mekosuchus inexpectatus es una especie extinta de cocodrilo perteneciente al género Mekosuchus, que fue descubierta en 1980 y era nativa de Nueva Caledonia. Se cree que se extinguió como consecuencia de la llegada del hombre a la isla, como ocurrió con otros endemismos.

## Descubrimiento
Esta especie fue descubierta en 1980, y sus restos fueron descritos en 1983 a partir de dientes y huesos del cráneo provenientes de la Isla de los Pinos (junto a Nueva Caledonia) por Eric Buffetaut. Basándose en el aspecto supuestamente arcaico de los restos, al ser descritos se especuló que pudiera ser un superviviente relíctico de la fauna del Cretácico. Ya en 1987, con más restos provenientes tanto de Isla de los Pinos como de Nueva Caledonia, Buffetaut y si colega Jean-Christophe Balouet pudieron describir la especie y encuadrarla en su propia subfamilia: Mekosuchinae, proponiendo que este grupo podría situarse fuera del clado formado por el resto de los cocodrilos actuales (Crocodylidae).

## Aspecto
Se trataba de un cocodrilo pequeño, de unos 2 metros de largo con actividad principalmente terrestre. El desgaste de sus dientes, especialmente los de la parte trasera de la mandíbula, sugieren que en su dieta se incluían moluscos, al menos ocasionalmente.

## Extinción
Los restos de esta especie se han encontrado en depósitos que tienen con total seguridad menos de 4000 años. Su edad exacta es incierta, pero podría ser de tan solo 1670 años atrás. Como los seres humanos llegaron a Nueva Caledonia hace unos 4000 años, se ha sugerido que esta especie resultaría extinta como consecuencia de la caza por parte de estos colonos, como sucedió con otras especies de la isla. En 1989, Balouet reportó una asociación entre restos de esta especie y evidencias de cocina.

## OtrosMekosuchus
Posteriormente al descubrimiento de esta especie, se han descubierto otras del mismo género y de otros encuadrados en la misma familia en otros lugares. Al menos otra especie, Mekosuchus kolpokasi, nativa de Vanuatu, se extinguió como motivo de la caza con la llegada del ser humano.